# عولمة أولية
العولمة الأولية أو العولمة الحديثة المبكرة هي فترة من تاريخ العولمة تمتد تقريبًا بين عامي 1600 و1800 بعد فترة العولمة القديمة. أول من قدم المصطلح هما المؤرخين آي جي هوبكينز وكريستوفر بايلي، اللذين وصفا المصطلح على أنه فترة زيادة الروابط التجارية والتبادل الثقافي التي تميز الفترة التي تسبق مباشرةً ظهور ما يُسمى «العولمة الحديثة» في القرن التاسع عشر.
تميز العولمة الأولية نفسها عن العولمة الحديثة على أساس التوزع، وطرق إدارة التجارة العالمية، ومستوى تبادل المعلومات. تميزت مرحلة العولمة الأولية بترتيبات تجارية مثل شركة الهند الشرقية، وتحويل الهيمنة إلى غرب أوروبا، وزيادة النزاعات على نطاق واسع بين الدول الكبرى مثل حرب الثلاثين عامًا، وظهور السلع الأساسية الجديدة وبالأخص تجارة الرقيق. أتاحت التجارة المثلثية لأوروبا الاستفادة من المصادر داخل نصف الكرة الغربي. لعب نقل المحاصيل النباتية والحيوانية والأمراض الوبائية المرتبطة بمفهوم ألفرد كروسبي التبادل الكولومبي دورًا رئيسيًا في هذه العملية. شملت التجارة في العولمة الأولية والاتصالات مجموعة واسعة من التجار الأوروبيين، والعرب، والهنود، وتجار جنوب شرق آسيا وبالإضافة إلى التجار الصينيين وبالأخص في منطقة المحيط الهندي.
اتّصف الانتقال من العولمة الأولية إلى العوامة الحديثة بوجود شبكة عالمية أكثر تعقيدًا تستند إلى التبادل الرأسمالي والتكنولوجي. على أي حال، أدى هذا الانتقال إلى انهيار كبير في التبادل الثقافي.

## الوصف

فناء بورصة أمستردام في هولندا حوالي عام 1670

على الرغم من أن القرنين السابع عشر والثامن عشر شهدا تصاعدًا في التوسع الاستعماري الغربية في النظام العالمي، تضمنت فترة العولمة الأولية زيادة تفاعل بين أوروبا الغربية والأنظمة التي تشكلت بين الأمم في شرق آسيا والشرق الأوسط. كانت العولمة الأولية فترة التوفيق بين الحكومات والأنظمة التقليدية للدول الفردية، ومناطق العالم، والأديان مع «النظام العالمي الجديد» للتجارة العالمية، والإمبريالية والتحالفات السياسية التي يدعوها المؤرخ آي جي هوبكينز  «نتاج العالم المعاصر، ونتاج الماضي البعيد».
وفقًا لهوبكينز «ما زالت العولمة عملية غير مكتملة، إنها تعزز التجزئة والوحدة معًا، ومن الممكن أن تتراجع وتتقدم، ومن الممكن أن يظهر المجال الجغرافي تحيزًا إقليميًا قويًا، ولا يمكن التوقع بتوجهها المستقبلي وسرعتها مع الثقة والتأكد بعدم الافتراض بأن لديها «أساس منطقي داخلي» خاص بها. قبل العولمة الأولية، كانت الشبكات المتعولمة نتاج «ملوك ومحاربين رائعين يبحثون عن الثروة والشرف في أراضٍ مذهلة، عن طريق متجوّلين متدينين، أو عن طريق أمراء تجار».
تميزت العولمة بتطورين سياسي واقتصادي رئيسيين: «إعادة تشكيل نظام الدولة وزيادة التمويل والخدمات، والتصنيع في مرحلة ما قبل التصنيع».  بدأت عدد من الدول في ذلك الوقت «بتعزيز روابطها بين الإقليم والضرائب والسيادة» على الرغم من احتكارها المستمر لولاء مواطنيها. ركزت عملية العولمة خلال هذا الوقت بشكل كبير على العالم المادي والعمل اللازم لإنتاجها. كانت فترة العولمة الأولية فترة «تحسين الكفاءة في قطاع المعاملات» مع إنتاج سلع مثل السكر والتبغ والشاي والقهوة والأفيون، على عكس أي شيء ملكته العولمة القديمة. أدى تحسين الإدارة الاقتصادية أيضًا إلى توسع نطاق النقل الذي خلق مجموعة معقدة من الاتصال بين الغرب والشرق. أدى التوسع في نطاق طرق التجارة إلى «الثورة الزراعية» القائمة على نظام الزراعة وتصدير الرقيق من أفريقيا.

## البوادر
خلال حقبة ما قبل العصر الحديث، بدأت أشكال العولمة المبكرة بالتأثير على النظام العالمي، ما أشار إلى فترة أطلق عليها المؤرخ آي جي هوبكنز بالعولمة القديمة. كان النظام العالمي، الذي أدى إلى العولمة الأولية، هو النظام الذي اعتمد على واحدة أو أكثر من القوى المهيمنة التي ضمت الثقافات المجاورة في نظامها السياسي، وشنت الحرب على الدول الأخرى، وهيمنت على التجارة العالمية.

## التغيرات في النظام التجاري

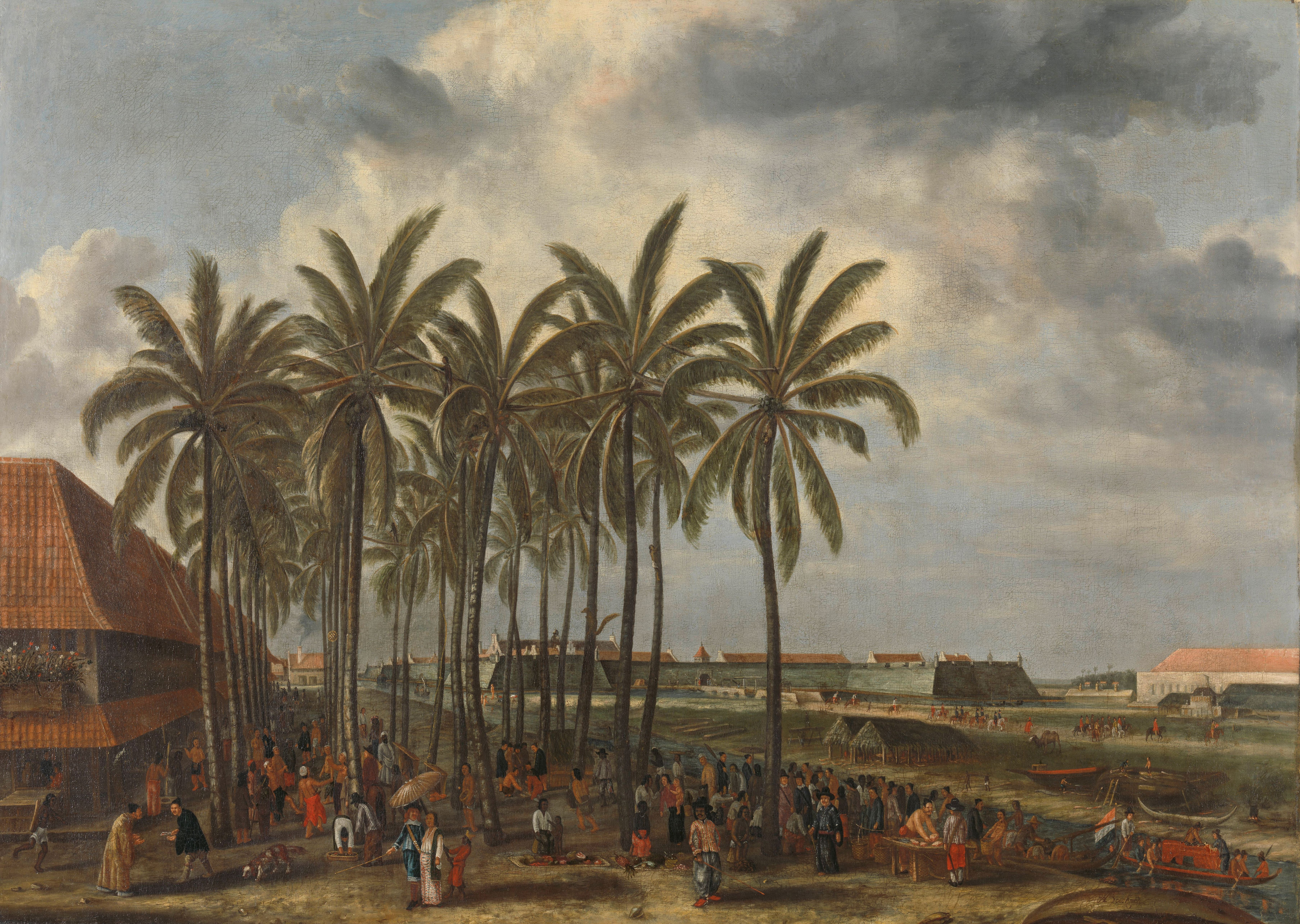
باتافيا عاصمة الهند الشرقية الهولندية حوالي عام 1661

أحد أهم الاختلافات بين العولمة الأولية والعولمة القديمة كان التحول من تجارة النوادر بين الدول إلى تجارة السلع الأساسية. خلال القرنين الثاني عشر والثالث عشر كان من الشائع التجارة بالأصناف الأجنبية والنادرة للثقافات المختلفة. شملت التجارة الشائعة في فترة العولمة القديمة إبحار التجار الأوروبيين إلى مناطق في الهند والصين بغرض شراء السلع الفاخرة مثل البورسلان، والحرير، والبهارات. تاجر التجار في فترة ما قبل الحداثة بالأدوية وبعض الأطعمة المعينة مثل قصب السكر وغيرها من المحاصيل. لم تكن هذه العناصر النوادر، إذ انطوت تجارة الأدوية والأطعمة ضمن ما يتعلق بالصحة ووظيفة الجسم البشري. في فترة العولمة الأولية كان من الشائع التجارة في مختلف السلع الأساسية مثل القطن، والأرز، والتبغ. يرمز هذا التحول إلى العولمة الأولية  إلى «ظهور النظام الدولي الحديث» وتطور التوسع الرأسمالي المبكر الذي بدأ في المحيط الأطلسي خلال القرن السابع عشر وانتشر في جميع أنحاء العالم بحلول عام 1830.

### تجارة الرقيق عبر المحيط الأطلسي
من الأسباب الرئيسية لزيادة المواد الأساسية هي ظهور تجارة الرقيق، وبالأخص تجارة الرقيق عبر الأطلسي.
كان استخدام العبيد قبل القرن الخامس عشر مجرد تطبيق ثانوي للقوى العاملة ولم يكن ضروريًا في تطور المنتجات والسلع، لكن بسبب قلة اليد العاملة ازداد استخدام العبيد. بعد عام 1500، بدأت مستوطنة مستودعات الجزر ومراكز الزراعة في ساو تومي بعلاقات تجارية مع مملكة الكونغو، التي أدخلت غرب أفريقيا الوسطى إلى تجارة الرقيق عبر الأطلسي. حافظ البرتغاليون على تصدير العبيد من أكادير، وهو ميناء في المحيط الأطلسي احتفظوا به لمعظم أوائل القرن السادس عشر. كما سمحت المستوطنة البرتغالية لشبه القارة البرازيلية بفتح سوق الرقيق الأمريكي وشحن العبيد من ساو تومي مباشرة إلى أمريكا. استفاد الأوروبيون أيضًا من تجارة الرقيق عبر المحيط الأطلسي في النصف الأول من القرن. نقلت سفن الرقيق الأوروبية العبيد إلى شبه الجزيرة الإيبيرية، على أي حال، شُوهد مالكو العبيد في أوروبا فقط في الأسر الغنية والأرستقراطية بسبب ارتفاع تكاليف العبيد والعمالة الرخيصة المتاحة للاستخدامات الزراعية. نجا ما يقارب من 10.2 مليون أفريقي من معبر الأطلسي بين عامي 1450 و 1870. انتشر العبيد بأعداد كبيرة  بسبب زيادة الطلب على الإنتاج من الأوروبيين الذين وجدوا أنه من الأرخص استيراد المحاصيل والسلع عوضًا عن إنتاجها بمفردهم.
شُنت العديد من الحروب خلال القرن السابع عشر بين شركات تجارة الرقيق في المناطق التي كانت تعتمد اقتصاديًا على العبيد. حصلت شركة الهند الغربية على العديد من العبيد من خلال هذه الحروب (وبالأخص مع البرتغال) عن طريق القادة الذين أسروا سفن العدو، بين عامي 1623 و 1637، أُسر 2336 عبدًا وبِيعوا في العالم الجديد (العالم الجديد هو مصطلح أُطلق على القارتين الأمريكيتين من قبل المستوطنين الأوروبيين الأوائل الذين اعتقدوا حينئذٍ أن العالم يتألف فقط من أوروبا وآسيا وأفريقيا، والذي أطلق عليه مصطلح العالم القديم) من قبل شركة الهند الغربية. فتح بيع العبيد للعالم الجديد مراكز تجارية في أمريكا الشمالية، افتتح الهولنديون لأول مرة مركزًا لهم في جزيرة مانهاتن في عام 1613. افتتحت شركة الهند الغربية أيضًا مركزًا تجاريًا في منطقة الكاريبي ونقلت الشركة العبيد إلى مستعمرة في هولندا الجديدة. كان لاستخدام العبيد فوائد كثيرة في النظم الاقتصادية والإنتاج في المجالات التجارية.